# Cristina Zumárraga
Cristina Zumárraga (Madrid) es una productora de cine española. Es miembro de la Academia de las Artes y las Ciencias Cinematográficas de España, de ACE Producers Network y de EPC (European Producers Club). 

## Vida profesional
Nació en Madrid, donde estudió la carrera de Filología Inglesa en la Universidad Complutense. Comenzó su carrera profesional en la industria audiovisual en Videospot, una productora de vídeo y televisión pasando más adelante al cine en donde ha realizado numerosos proyectos como Directora de Producción, algunos tan relevantes como Che de Steven Soderbergh, Alatriste de Agustín Díaz Yanes, El Lobo de Miguel Courtois, Looking for Fidel de Oliver Stone, También la lluvia de Iciar Bollain e Inmersión de Wim Wenders.
En 2010 fundó Tormenta Films con la que ha producido Operación E, dirigida por Miguel Courtois con Luis Tosar y Martina García (estrenada en el Festival de San Sebastián junto con otra docena de festivales mundiales) y ganadora de varios premios entre los que destacan el del Festival de Varsovia, el premio a Mejor Actor en el Festival de Biarritz y el José María Forqué; En tierra extraña, dirigida por Iciar Bollain, también fue presentada en el Festival de San Sebastián y ha viajado por todo el mundo con presencia en incontables festivales; y El aviso, dirigida por Daniel Calparsoro.
En 2017 funda Tandem Films junto al productor argentino afincado en Madrid Pablo Bossi. Desde su creación, ha producido los largometrajes No dormirás (2018) de Gustavo Hernández; La gran aventura de los Lunnis y el Libro Mágico (2019) de Juan Pablo Buscarini; Lo nunca visto (2019) de Marina Seresesky; el largometraje de animación La Gallina Turuleca (2020) dirigido por Víctor Monigote y Eduardo Gondell y La boda de Rosa (2020) de Iciar Bollain.
Con una larga trayectoria de más de 20 años, parte de su filmografía como Directora de Producción o Productora Ejecutiva incluye haber trabajado con directores de renombre como Julio Medem (Habitación en Roma), Iciar Bollain (En tierra extraña; El Olivo; También la lluvia), Patricia Ferreira (Thi Mai), Oliver Stone (Persona non Grata; Looking for Fidel), Steven Soderberh (Che; Guerrilla), Hugh Hudson (Altamira) y Wim Wenders (Submergence), entre otros. 
Ha ganado dos Goyas a la Mejor Dirección de Producción por También la lluvia, protagonizada por Gael Garcia Bernal y Luis Tosar (Iciar Bollain, 2011) y Alatriste, protagonizada por Viggo Mortensen y Ariadna Gil (Agustín Díaz Llanes, 2007). También ha sido nominada en otras tres ocasiones.

## Filmografía

### Largometrajes
- Objetos (Preproducción)
- Nora (2020), de Lara Izagirre
- La Boda de Rosa (2020), de Iciar Bollaín
- La Gallina Turuleca (2019), de Eduardo Gondell y Víctor Monigote
- Lo nunca visto (2019), de Marina Seresesky
- La gran aventura de los Lunnis y el libro mágico (2019), de Juan Pablo Buscarini
- El aviso (2018), de Daniel Calparsoro
- No dormirás (2018), de Gustavo Hernández
- Thi Mai: Rumbo a Vietnam (2017), de Patricia Ferreira
- Altamira (2016), de Hugh Hudson
- Vulcania (2015), de Jose Skaf
- Operación E (2012), de Miguel Courtois
- 7 días en La Habana (2012), de Laurent Cantet, Benicio del Toro, Julio Medem, Gaspar Noé, Elia Suleiman, Juan Carlos Tabío y Pablo Trapero
- También la lluvia (2010), de Iciar Bollain
- Habitación en Roma (2010), de Julio Medem
- La buena nueva (2008), de Helena Taberna
- Che: Guerrilla (2008), de Steven Soderbergh
- La carta esférica (2007), de Imanol Uribe
- Slam (2003), de Miguel Martí
- En la ciudad sin límites (2002), de Antonio Hernández
- Punto de mira (2000), de Karl Francis
- Sexo por compasión (2000), de Laura Mañá
- La otra cara de la luna (2000), de Lluís Josep Comerón

### Documentales
- En tierra extraña (2014), de Iciar Bollaín
- America Undercover (TV series) (2003-2004)

### Cortometrajes
- Noctámbulos (1996), de Beatriz Campón

- Datos: Q13533449
- Multimedia: Cristina Zumárraga / Q13533449